# Pilip Orlik
Pilip Orlik (ukr. Пилип Орлик); (Bjelorusija, Košuta, 11. listopad 1672. - Rumunjska, Iaşi, 26. svibanj 1742.); je ukrajinski vojni i politički dužnosnik, hetman Rusi-Ukrajine, diplomatski dužnosnik i bliski suradnik hetmana Ivana Mazepe. Orlik je zaslužan za formulaciju prvog modernog ukrajinskog državnog ustava, koji se ujedno smatra među prvim ustavima u svijetu.

## Životopis
Pilip Orlik potječe iz ugledne ukrajinske obitelji koja svoje korijene jednim dijelom vuče iz suvremene Češke. Školovao se na Jezuitskom sveučilištu u gradu Vilniusu, a zatim na Kijevsko-mogiljanskom sveučilištu sve do 1694. godine. Godine 1698. Orlik je postao tajnik i savjetnik Kijevskog mitropolita, a godinu dana kasnije priključuje se vojnoj službi pod rukovodstvom ukrajinskog hetmana Ivana Mazepe. 
Pilip Orlik imao je veliko poznanstvo među plemićima u Poljskoj i Švedskoj što je pogodovalo stvaranju koalicije između Švedske i Ukrajine u Velikom sjevernom ratu. Nakon izgubljene Poltavske bitke 1709. godine, Orlik je zajedno s Ivanom Mazepom i kraljom Švedske Karlom XII. pobjegao u susjednu Moldaviju koja se nalazila pod turskim protektoraom kako bi izbjegao smrt pred ruskim postrojbama.
U progonstvu je Orlik postao izabrani hetman Ukrajine, a 1710. napisao je i prvi ukrajinski državni Ustav koji je često znao poslužiti prilikom izrade drugih europskih Ustava. Između 1711. i 1714. godine Orlik je pokušao na razne načine uspostaviti neovisnost Ukrajine u čemu ga je pomagao i švedski kralj Karlo XII. Nakon višegodišnjeg lobiranja po Zapadnoj Europi i Osmanskom Carstvu, preselio se u Švedsku gdje je osnovao obitelji i nastavio diplomatskim putevima zagovarati neovisnost Ukrajine. 

## Vanjske poveznice
- Životopis Pilipa Orlika (eng.)
- Povijest ukrajinskog državnog Ustava  Arhivirana inačica izvorne stranice od 15. rujna 2009. (Wayback Machine)